# Département de la Guerre (Royaume-Uni)

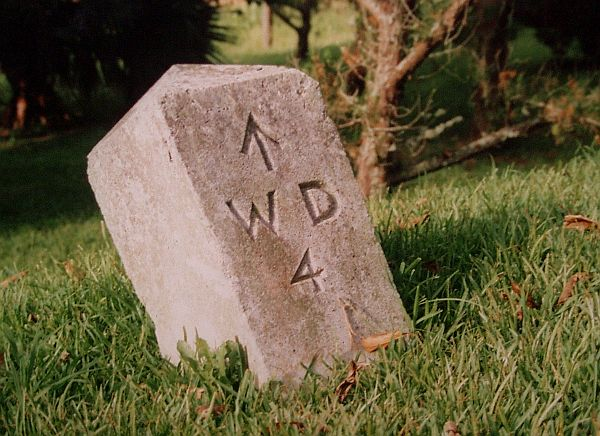
Balise de l'Ordnance Survey du Département de la Guerre, Bermuda, montrant le symbole broad arrow du Département de la Guerre (dessus)

Le département de la Guerre fut le département du gouvernement britannique responsable de la réserve de l'équipement aux forces armées britanniques ainsi que la poursuite de l'activité militaire. En 1857, il devint le Bureau de la Guerre. Au sein du Bureau de la Guerre, le nom Département de la Guerre demeura en usage dans le but de décrire les services de transport militaires de la Flotte du Département de la Guerre ainsi que la voie ferrée du Département de la Guerre. 